# Гремиха (приток Северушки)
Гремиха — река в Свердловской области России, правый приток Северушки. Длина водотока 12 км, водосборная площадь 48 км². После создания Северского пруда впадает в него, образуя один из заливов в месте прежнего впадения в Северушку.

## Данные государственного водного реестра
По данным Государственного водного реестра, относится к Камскому бассейновому округу, речной бассейн — Кама, подбассейн: Кама до Куйбышевского водохранилища (без бассейнов рек Белой и Вятки). Водохозяйственный участок: Чусовая от истока до г. Ревда без р. Ревда (от истока до Новомариинского гидроузла). Код водного объекта: 10010100512111100010103.